# CO3D
Pour les articles homonymes, voir Pléiade.
CO3D (acronyme de Constellation Optique en 3D) est une constellation de mini-satellites d'observation de la Terre développée par l'agence spatiale française, le CNES qui est déployée en juillet 2025. 

## Caractéristiques
Composée de 4 satellites d'environ 300 kilogrammes, la constellation de satellites CO3D doit fournir des images tri-dimensionnelles de la surface de la Terre avec une précision de 1 mètre en altitude et une résolution spatiale de 50 centimètres. La constellation CO3D remplit à la fois des objectifs civil et militaire tout comme la constellation de satellites Pléiades Neo, déployés en orbite en 2021. Les satellites sont placés sur une orbite héliosynchrone à environ 500 km d'altitude. 

## Historique
Le développement de la constellation CO3D a été rendu officiel par le CNES début juillet 2019. Le budget de développement est d'environ 200 millions € partagé entre le CNES et Airbus Defence and Space, retenu pour la construction du segment sol et spatial. 
Les satellites sont lancés avec succès depuis le centre spatial guyanais le 26 juillet 2025 avec le satellite MicroCarb par un lanceur Vega C.